# Айдемир Гюлер
Айдемир Гюлер (на турски: Aydemir Güler) е турски политик и икономист, председател на Комунистическата партия на Турция.

## Биография
Роден е през 1961 г. в Истанбул. Завършва средното си образование в гимназия „Свети Йосиф“, а висшето си образование в катедра „Икономика“ на Босфорския университет. По-късно завършва магистратура в Института за социални науки в Истанбулския университет.
В периода 1986 – 1992 г. работи като научен сътрудник в Икономическия факултет на Истанбулския университет.
Работил е като преводач. Той е сред първите редактори на списание „Gelenek“, което излиза от април 1986 г.
През 1992 г. е сред основателите на Социалистическата партия на Турция, член на политическото бюро и регионален координатор за Истанбул. Става председател на партията до закриването ѝ от Конституционния съд през 1993 г.
Айдемир Гюлер е първият председател на Комунистическата партия на Турция.